# Atletismo nos Jogos Pan-Americanos de 1959 - 400 m com barreiras masculino
A prova dos 400 m com barreiras masculino nos Jogos Pan-Americanos de 1959 foi realizada em Chicago, Estados Unidos.

## Medalhistas
| Ouro                                | Prata                          | Bronze                             |
| Joshua Culbreath USA Estados Unidos | Dick Howard USA Estados Unidos | Clifton Cushman USA Estados Unidos |

## Resultados
| Posição           | Nome               | Nacionalidade      | Tempo | Notas |
| ----------------- | ------------------ | ------------------ | ----- | ----- |
| Medalha de ouro   | Joshua Culbreath   | USA Estados Unidos | 51.2  |       |
| Medalha de prata  | Dick Howard        | USA Estados Unidos | 51.3  |       |
| Medalha de bronze | Clifton Cushman    | USA Estados Unidos | 53.0  |       |
| 4                 | Anubes da Silva    | BRA Brasil         | 53.1  |       |
| 5                 | Ulisses dos Santos | BRA Brasil         | 53.2  |       |
| 6                 | Víctor Maldonado   | VEN Venezuela      | 53.4  |       |